# Cabezo Pequeño del Estaño
El yacimiento arqueológico de Cabezo Pequeño del Estaño es un pequeño núcleo amurallado del Hierro Antiguo de los siglos VIII y VI a. C., situado en un cabezo, en la partida de la Rinconada, sobre la margen derecha del río Segura, a unos 2 kilómetros al oeste de Guardamar del Segura (Provincia de Alicante, España).

Desde el siglo IX a. C., los fenicios frecuentaron las costas de la Península ibérica en busca de materias primas, principalmente metales, que obtuvieron gracias al intercambio con la población local. Este pueblo comerciante, caracterizado por dominar las técnicas de navegación y por ser transmisores culturales entre Oriente y Occidente, fueron levantando una sucesión de enclaves en la costa. Para ello, eligieron lugares elevados junto a las desembocaduras de los ríos e islotes cercanos a tierra firme. En ocasiones, erigieron potentes fortificaciones para proteger, almacenar y redistribuir los beneficios de su actividad económica.
A finales del siglo IX a. C., se constatan los primeros indicios de la presencia fenicia en el estuario del río Segura, gracias a la obtención de algunas dataciones por radiocarbono en las excavaciones arqueológicas realizadas entre 2013 y 2017. El lugar debió parecerles muy apropiado: estaba señalado por un cerro costero, que suponía una referencia visual para la navegación donde hoy se levanta el Castillo de Guardamar, y donde pudieron fundar ya un santuario empórico. Este santuario se reconoce bajo los niveles medievales e ibéricos: en las excavaciones han aparecido diversos materiales arqueológicos fenicios (pesas de telar, elementos metálicos, platos de barniz rojo, etc.). A sus pies, se abría un entorno natural privilegiado, muy fértil y con aguas de poco calado, que permitía a los fenicios fondear sus embarcaciones. Al oeste y al sur se levantaban diversas sierras, ricas en metales, donde además se localizaban algunos poblados nativos, tan necesarios para entablar esas incipientes relaciones comerciales. Y mucho más cerca, varias lagunas donde obtener fácilmente sal, indispensable para conservar los alimentos que portaban en sus largas travesías.

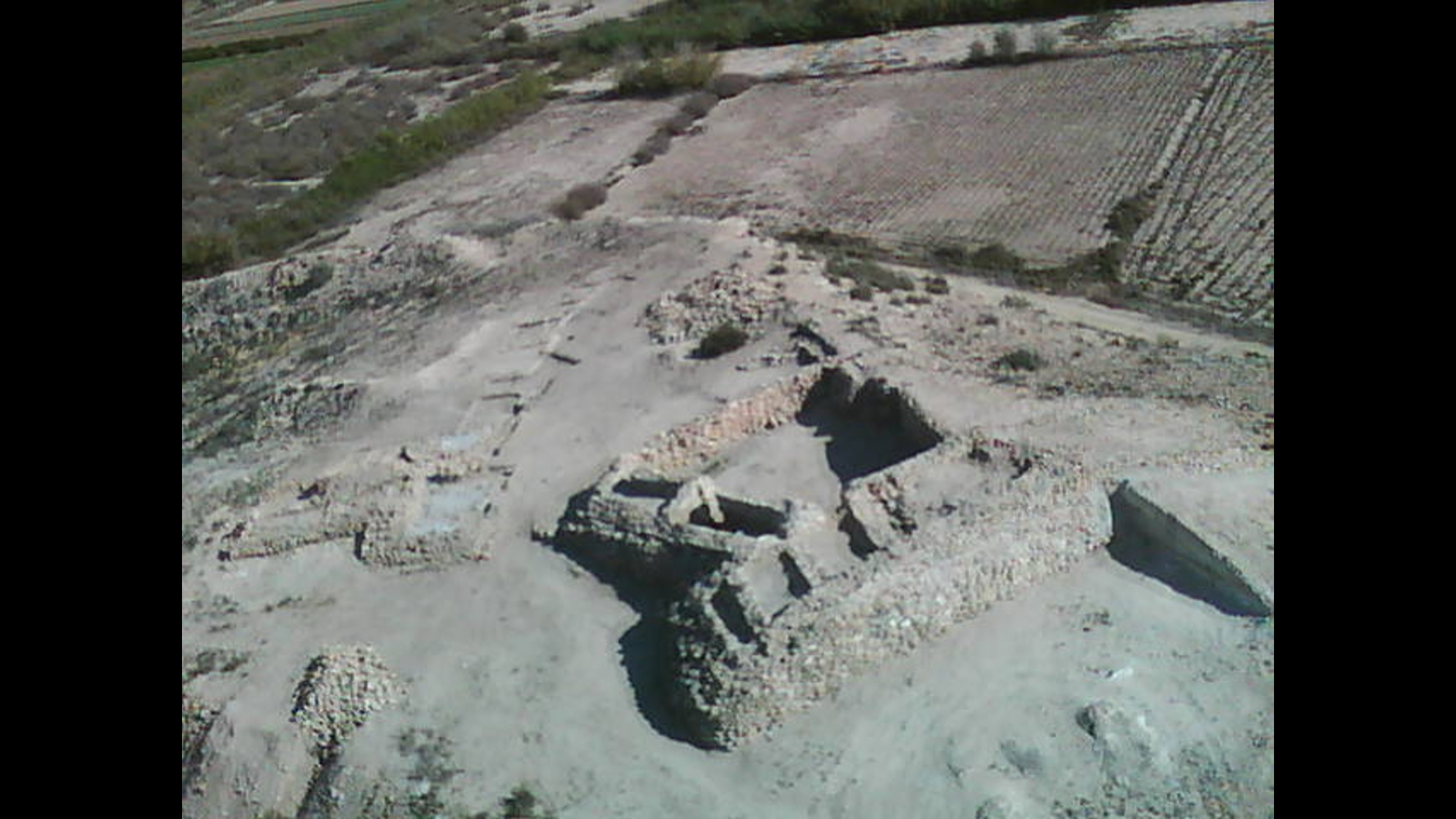
Vista aérea del lienzo sur

Al sur del estuario, en un pequeño cerro, encontraron el lugar perfecto para levantar una de esas factorías primigenias: el Cabezo Pequeño del Estaño. Los estudios más recientes señalan el carácter costero y portuario de este yacimiento, del que sólo los sedimentos arrastrados por el río le han separado unos 2 km de la línea de costa actual. El enclave aparece fuertemente fortificado desde la zona de acceso terrestre, por el sur, con unas murallas altamente disuasorias que subrayaban la presencia de una población exógena.
Sobre la superficie rocosa, los fenicios diseñaron un plan urbano ágil y flexible, que ya habían puesto en práctica en otros lugares, algunos muy lejanos. La fortificación era potente y funcional, con capacidad para albergar a una pequeña comunidad humana que la pudiese defender sin problemas. Además, ofrecía el espacio necesario para almacenar los productos del comercio.
La fortificación que se observa responde a un modelo típicamente oriental, muy similar a otras que se encuentran en el Líbano e Israel, como Khirbet Qeiyafa o la bíblica Hazor. Se adapta al terreno con una cadencia constructiva y una métrica que era desconocida por entonces en las tierras de Iberia. Para su construcción, se emplearon las últimas técnicas arquitectónicas: muros a plomada, torres huecas con bancos, adarves, plazas, casas de planta cuadrada y un sistema métrico que partía de una medida orgánica, el codo (0,52 m), que los fenicios habían asimilado de los egipcios. La muralla presenta dos lienzos paralelos, y entre ellos, se constatan unos espacios rectangulares llamados “casamatas”, que con una puerta permitían almacenar ánforas, odres y todos los objetos y materias primas obtenidas.
La poderosa muralla de casamatas y bastiones, de la que tan solo se conserva una cuarta parte, indica que las relaciones con la población local no debieron ser siempre amistosas: dentro de las casamatas los arqueólogos han detectado junto a los restos de trigo candeal y cebada, otras semillas de malas hierbas, indicativas de que los cereales se limpiaban intramuros. De ello, podemos inferir que la sensación de peligro debió de ser constante. Hacia mediados del siglo VIII a. C., un pequeño terremoto dio al traste con este proyecto urbano que empezaba a crecer y a absorber cada vez más población, mucha de ella autóctona, junto a las primeras generaciones mestizas. La primera muralla de casamatas se derrumbó parcialmente, invadiendo con escombro y piedras algunas de las calles, y no volvieron a levantarla igual.
Los habitantes del viejo enclave fenicio construyeron contrafuertes y taludes, hoy visibles, para tratar de seguir habitándolo. En la última fase, por encima de los restos del terremoto se levantó un taller metalúrgico de planta circular, en el que se han localizado distintos elementos relacionados con la copelación de la plata como morteros, machacadores, toberas, coladores, un pequeño horno, ánforas y pithoi para contener agua y restos de mineral con presencia de plomo y plata. Pese a ello la mayor parte de la población abandonó el lugar y buscó un lugar óptimo, más cerca de mar abierto. No solo el terremoto influyó en el abandono de este enclave; el Cabezo empezaba a quedarse pequeño, y la sedimentación del río Segura hacía cada vez más difícil el atraque de los barcos. Esta suma de factores debió de suponer el traslado de la población a la Fonteta, donde se levantaría otra muralla, ya pensada para soportar la elevada sismicidad de la región.

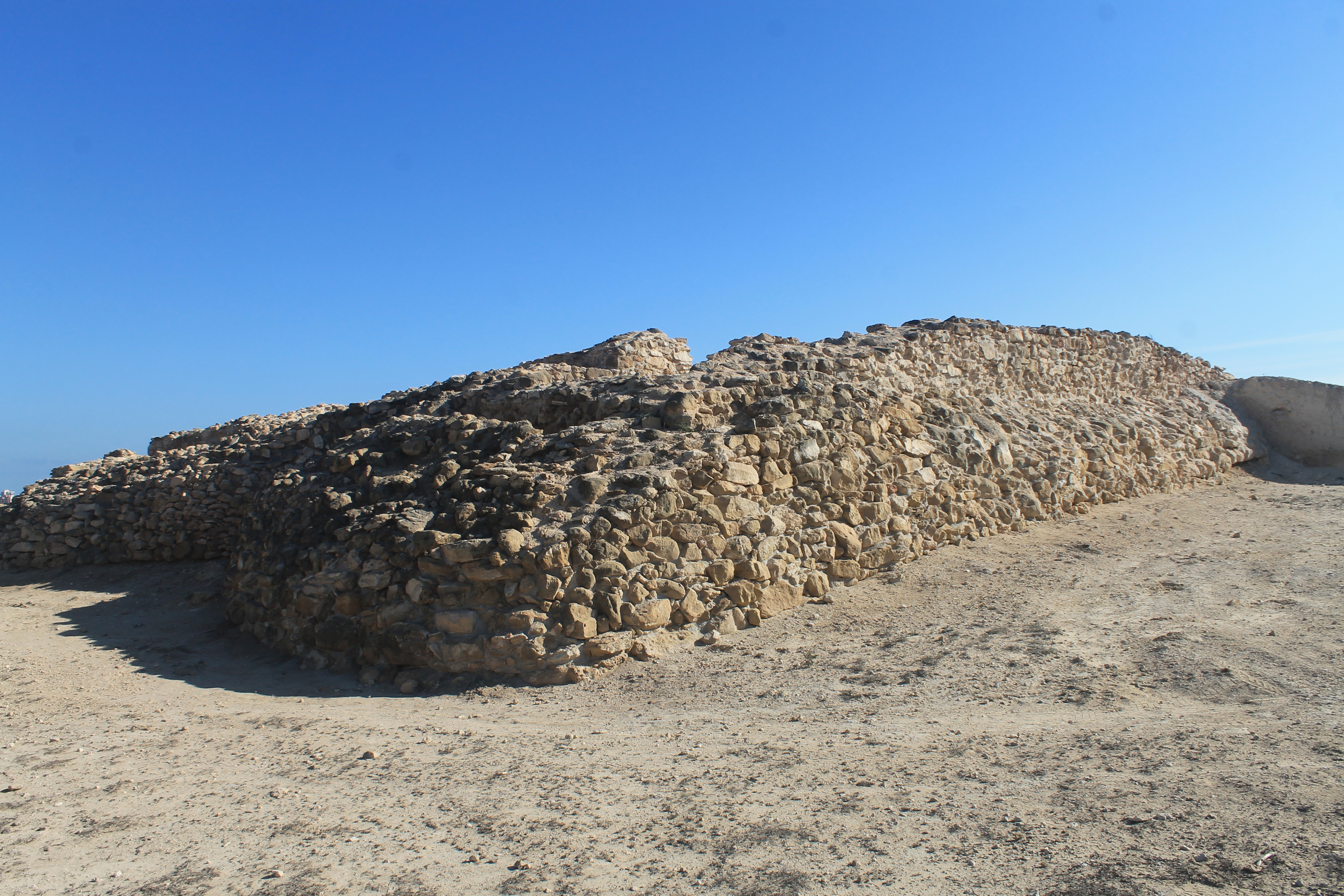
Muralla sur. Lienzo en talud correspondiente a la segunda fase.

Las excavaciones apuntan a que durante el siglo VII a. C., un grupo de artesanos aún habitaba el poblado, dedicándose a la producción de objetos metálicos en sus hornos y forjas. El lugar, aunque parcialmente abandonado, aún conservaba en pie la muralla, en forma de talud, junto con un gran tirante para sostener ambos lados, y sobre el que se había habilitado una escalera para penetrar en la ciudadela. En este momento, se construyó una gran casa de planta circular con bancos de adobes, donde se llevaron a cabo actividades artesanales. El enorme crecimiento de la vecina Fonteta debió provocar el abandono definitivo y la ruina del otro emporio fenicio. Desde ahí, el paso del tiempo fue derrumbando las casas y borrando la memoria de un espacio de enorme trascendencia para la Historia del Mediterráneo occidental.
Mucho después, en el siglo I a. C., una familia de campesinos romanos levantó su pequeña vivienda sobre las ruinas del viejo poblado fenicio, seguramente sin saber lo que tenían bajo ellos. El Cabezo Pequeño del Estaño quedó dormido, latente, en el subsuelo, hasta que una cantera lo destruyó casi en su totalidad a finales del siglo XX. Pero el tesón de los arqueólogos y el interés del pueblo de Guardamar han podido recuperarlo del olvido, y hoy forma parte del variado patrimonio cultural de esta localidad.
Por las investigaciones desarrolladas por el Museo Arqueológico de Guardamar y por la Universidad de Alicante bajo la dirección de Antonio García Menárguez y Fernando Prados Martínez, el yacimiento es reconocido internacionalmente; y gracias a su protección, que es tarea de todos, se ha convertido en un recurso científico y cultural fundamental.